# NGC 7589
NGC 7589 (другие обозначения — PGC 70995, MCG 0-59-19, ZWG 380.24, NPM1G -00.0622) — спиральная галактика (Sa) в созвездии Рыбы.
Этот объект входит в число перечисленных в оригинальной редакции «Нового общего каталога».
В галактике вспыхнула сверхновая SN 2011hv типа Ia, её пиковая видимая звездная величина составила 18,1.
Объект причисляют к галактикам низкой поверхностной яркости, которые обычно являются карликовыми . 